# Христаки Шишманов
Христаки Павлов Шишманов е български военен деец. При избухването на Балканската война в 1912 година Христаки Шишманов е войвода на Втори свиленски доброволчески отряд на Македоно-одринското опълчение, който по-късно влиза в 14 воденска дружина.